# Thagria curvatura
Thagria curvatura är en insektsart som beskrevs av Zhang 1990. Thagria curvatura ingår i släktet Thagria och familjen dvärgstritar. Inga underarter finns listade i Catalogue of Life.